# Silnice III/29015

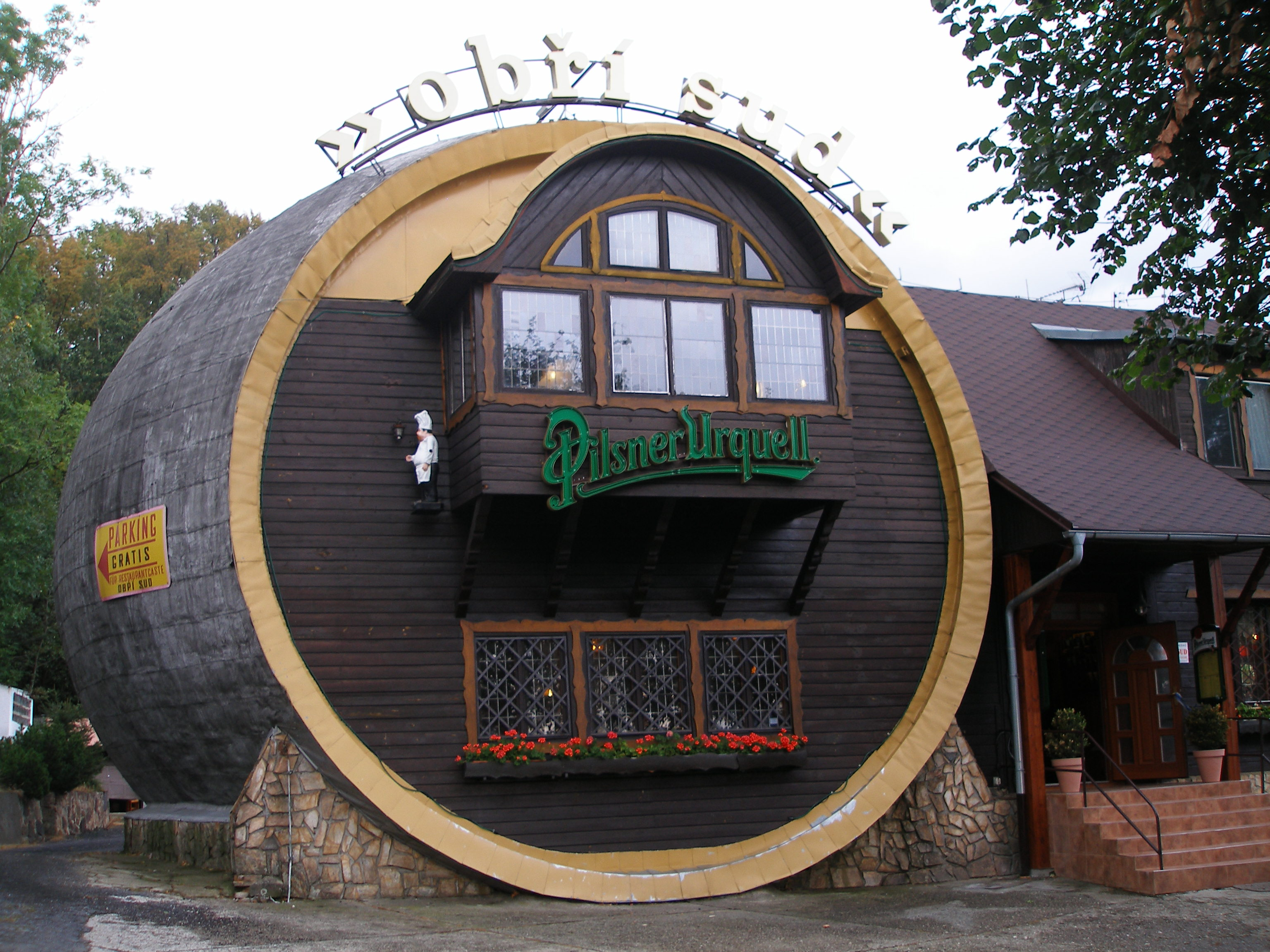
Silnice míjí restauraci Obří sud

Silnice III/29015 je komunikace ve Frýdlantském výběžku v Libereckém kraji. Začíná na křižovatce v Hejnicích, kde ze silnice II/290 odbočuje jižním směrem navíc také silnice III/29016. Komunikace III/29015 odtud pokračuje severovýchodním směrem a po překonání chráněného železničního přejezdu přes trať číslo 038 stoupá vzhůru do Lázní Libverdy. Zde od začátku obce silnice klesá k místní lázeňské kolonádě, v jejíž blízkosti se komunikace stáčí k východu a pokračuje v mírném stoupání až ke zdejší autobusové zastávce Obratiště, u které se ostře stáčí k západu a stoupá až k výletní restauraci Obří sud. Od ní pokračuje severovýchodním směrem až k osadě Přebytek, v níž silnice klesá k zatáčce do severozápadního směru. Za Přebytkem následují dvě pravotočivé zatáčky, po nichž silnice vstupuje do Ludvíkova pod Smrkem, ve kterém se kříží se silnicí III/29011. Z Ludvíkova pod Smrkem pokračuje silnice severovýchodním směrem překonávajíce po přemostění Ztracený potok až do Hajniště, na jehož začátku poblíž zdejší zastávky křižuje nechráněným železničním přejezdem trať číslo 039. Silnice III/29015 končí v Hajništi na křižovatce se silnicí číslo II/291.
V Lázních Libverdě je komunikace západní hranicí chráněné krajinné oblasti Jizerské hory. Od Obřího sudu až do Ludvíkova pod Smrkem je dokonce hraniční komunikací mezi CHKO Jizerské hory (rozkládá se východně od silnice) a přírodním parkem Peklo, který se nachází na západ od silnice. Hranici přírodního parku Peklo tvoří komunikace i v úseku z Ludvíkova do Hajniště.